# Bollendorf

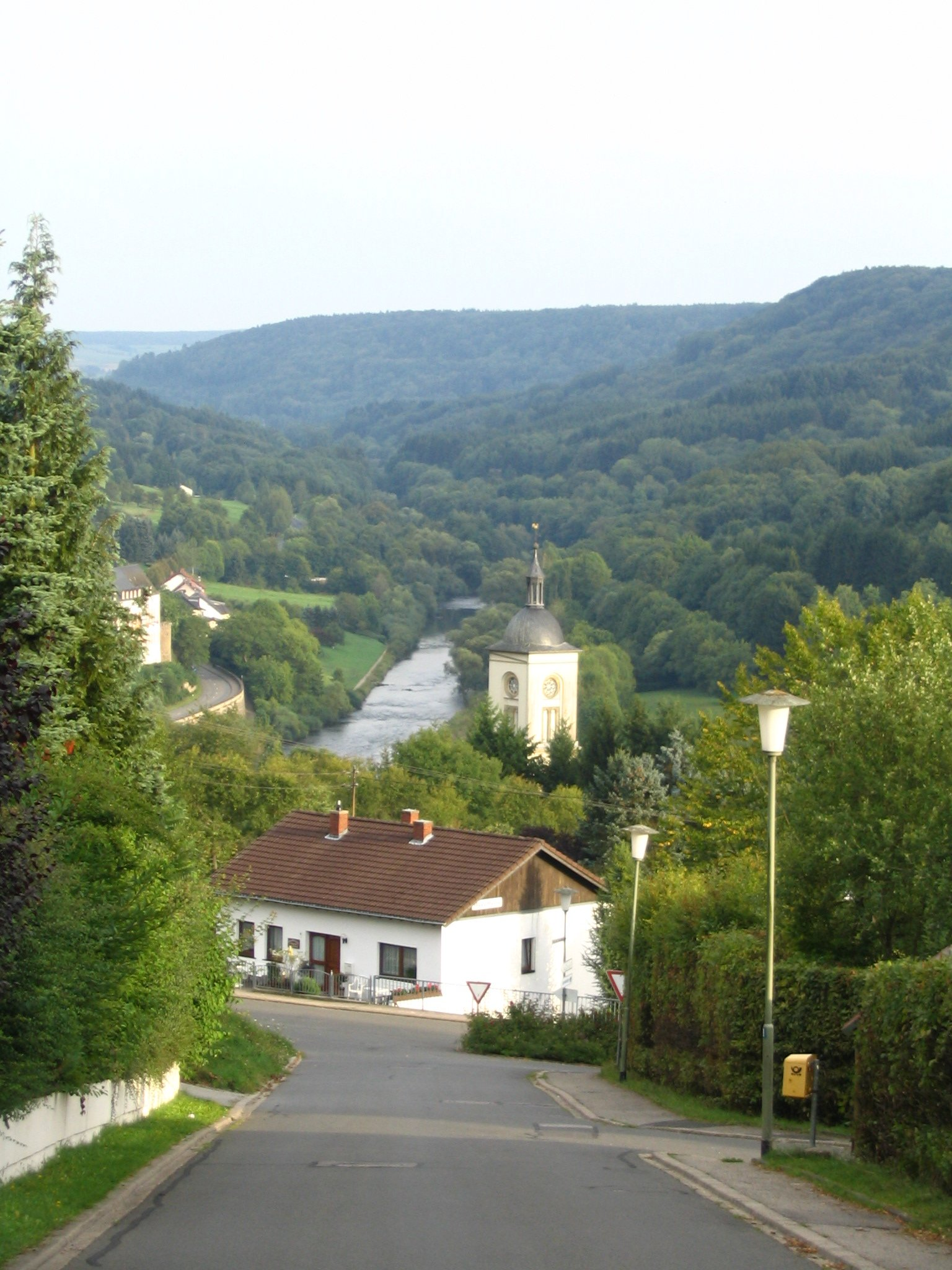
Bollendorf im Tal der Sauer

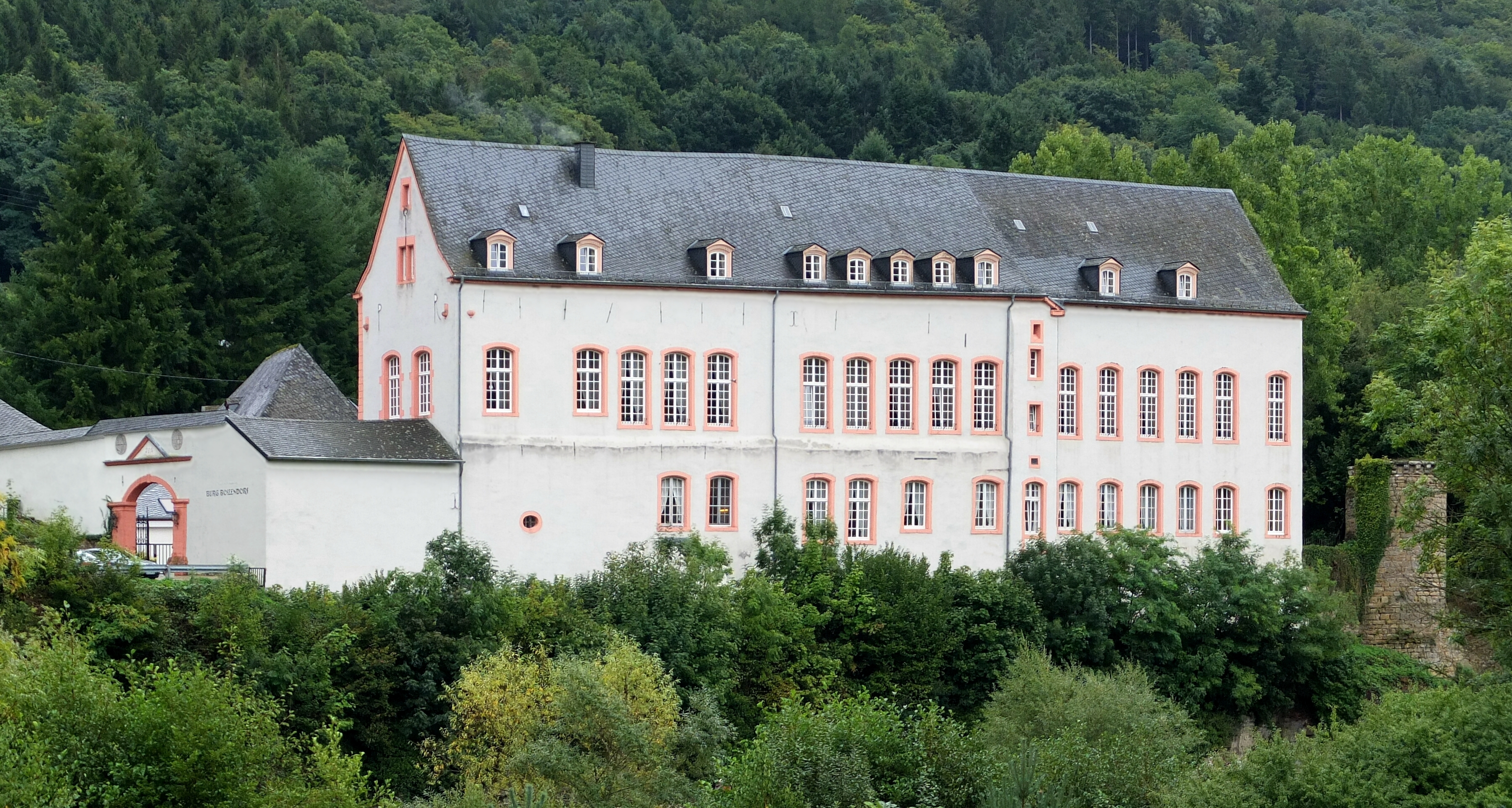
Burg Bollendorf

Bollendorf ist eine Ortsgemeinde im Eifelkreis Bitburg-Prüm in Rheinland-Pfalz. Sie gehört der Verbandsgemeinde Südeifel an, deren größte Kommune sie mit 1.627 Einwohnern ist. Bollendorf ist ein staatlich anerkannter Luftkurort.

## Geographie
Bollendorf liegt im Deutsch-Luxemburgischen Naturpark, direkt an der Grenze zu Luxemburg. Die Sauer ist der Grenzfluss zwischen beiden Staaten. In Bollendorf befindet sich ein Grenzübergang nach Bollendorferbrück (Gemeinde Berdorf).
Zu Bollendorf gehören auch die Weiler Laufenwehr und Weilerbach sowie die Wohnplätze Altschmiede, Diesburgerhof (PLZ 54668), Dillingerbrück, Neu-Diesburgerhof (PLZ 54668), Pölsenhof, Sonnenhof und Westerheld.
Nachbachorte von Bollendorf sind die OrtsgemeindenWallendorf im Nordwesten, Nusbaum im Norden, Ferschweiler im Osten, Ernzen und Echternacherbrück im Südosten, sowie auf der gegenüberliegenden Uferseite der Sauer das luxemburgische Bollendorferbrück (Gemeinde Berdorf) im Süden.

## Geschichte
Die Region um Bollendorf war schon früh besiedelt, was durch eine Vielzahl von Grabfunden belegt werden konnte. Es handelt sich um neun Fundstellen römischer Grabanlagen sowie drei bisher undatierte Funde. Hiermit besitzt Bollendorf die höchste Funddichte bezüglich historischer Gräber im Eifelkreis.
Die erste urkundliche Erwähnung erfolgte im Jahre 716 als villa bollana. Es handelte sich dabei um die Schenkung der Gemarkung durch Herzog Arnulf an die Abtei Echternach. In einem Bestätigungsakt von Karl III. von Westfranken aus dem Jahr 915 findet sich erstmals der Name Bollendorf. Bereits zum Ende des 10. Jahrhunderts übten die Grafen von Luxemburg landesherrliche Rechte aus, bis zum Ende des 13. Jahrhunderts trugen die Ritter von Bollendorf als Ministeriale die Bollendorfer Güter zu Lehen. Die grundherrlichen Rechte waren zwischen der Abtei Echternach und dem Klarissenkloster Echternach lange Zeit umstritten. Bis zum Ende des 18. Jahrhunderts gehörte Bollendorf zur luxemburgischen Propstei Echternach.
Im 19. Jahrhundert wurde das Kieselsandstein-Vorkommen im Bollendorfer Gemeindewald zur Herstellung von runden Schleifsteinen „aller Größen“ und zur Gewinnung von Steinblöcken für Bauzwecke ausgebeutet. Letztere fanden u. a. in Brüssel „an der vorderen Fronte der Nationalbank“ Verwendung.
Zwischen dem ausgehenden 18. Jahrhundert und dem Ende des Zweiten Weltkrieges waren große Teile der arbeitsfähigen Bevölkerung im Zusammenhang mit Eisenabbau, -schmelze und -verarbeitung im nahegelegenen Weilerbach beschäftigt. Nach der Stilllegung der Hütte wurden viele Einwohner zu Pendlern nach Luxemburg. Heute stellt der Fremdenverkehr die Haupteinnahmequelle der Einwohner dar.

### Bevölkerungsentwicklung
Die Entwicklung der Einwohnerzahl von Bollendorf, die Werte von 1871 bis 1987 beruhen auf Volkszählungen:
| Bollendorf: Einwohnerzahlen von 1815 bis 2024 | Bollendorf: Einwohnerzahlen von 1815 bis 2024 | Bollendorf: Einwohnerzahlen von 1815 bis 2024 | Bollendorf: Einwohnerzahlen von 1815 bis 2024 | Bollendorf: Einwohnerzahlen von 1815 bis 2024 |
| --------------------------------------------- | --------------------------------------------- | --------------------------------------------- | --------------------------------------------- | --------------------------------------------- |
| Jahr                                          |                                               |                                               |                                               | Einwohner                                     |
| 1815                                          | 1815                                          |                                               | 788                                           | 788                                           |
| 1835                                          | 1835                                          |                                               | 1.127                                         | 1.127                                         |
| 1871                                          | 1871                                          |                                               | 1.037                                         | 1.037                                         |
| 1905                                          | 1905                                          |                                               | 1.308                                         | 1.308                                         |
| 1939                                          | 1939                                          |                                               | 1.491                                         | 1.491                                         |
| 1950                                          | 1950                                          |                                               | 1.205                                         | 1.205                                         |
| 1961                                          | 1961                                          |                                               | 1.338                                         | 1.338                                         |
| 1970                                          | 1970                                          |                                               | 1.520                                         | 1.520                                         |
| 1987                                          | 1987                                          |                                               | 1.471                                         | 1.471                                         |
| 1997                                          | 1997                                          |                                               | 1.701                                         | 1.701                                         |
| 2005                                          | 2005                                          |                                               | 1.596                                         | 1.596                                         |
| 2011                                          | 2011                                          |                                               | 1.622                                         | 1.622                                         |
| 2017                                          | 2017                                          |                                               | 1.691                                         | 1.691                                         |
| 2024                                          | 2024                                          |                                               | 1.627                                         | 1.627                                         |
|                                               |                                               |                                               |                                               |                                               |

## Politik

### Gemeinderat
Der Gemeinderat in Bollendorf besteht aus 16 Ratsmitgliedern, die bei der Kommunalwahl am 9. Juni 2024 in einer personalisierten Verhältniswahl gewählt wurden, und dem Vorsitzenden.
Die Sitzverteilung im Gemeinderat:
| Wahl | SPD           | CDU           | WGM *         | WGS *         | WGR           | Gesamt   |
| ---- | ------------- | ------------- | ------------- | ------------- | ------------- | -------- |
| 2024 | 3             | –             | 8             | 5             | –             | 16 Sitze |
| 2019 | 9             | 7             | –             | –             | –             | 16 Sitze |
| 2014 | 6             | 10            | –             | –             | –             | 16 Sitze |
| 2009 | Mehrheitswahl | Mehrheitswahl | Mehrheitswahl | Mehrheitswahl | Mehrheitswahl | 16 Sitze |
| 2004 | 5             | 10            | –             | –             | 1             | 16 Sitze |

### Bürgermeister
Robert Steimetz ist seit August 2024 Ortsbürgermeister von Bollendorf.
Seine Vorgänger waren Silvia Hauer (CDU) von 2019 bis 2024,
Rolf Stump (CDU) von 2014 bis 2019 und zuvor Hermann Schmitz (CDU).

### Wappen
| | Blasonierung: „Wappen gespalten von Silber und Gold, vorne am Spalt ein halber, rotbewehrter schwarzer Adler, hinten ein schwarzes Balkenkreuz.“ |
| Wappenbegründung: Die linke Schildhälfte mit dem halben Reichsadler weist auf die historischen Beziehungen zur ehemaligen Reichsabtei Echternach hin, der rechte Teil stellt das Wappen des Rittergeschlechts „von Bollendorf“ dar. | |

## Kultur und Sehenswürdigkeiten

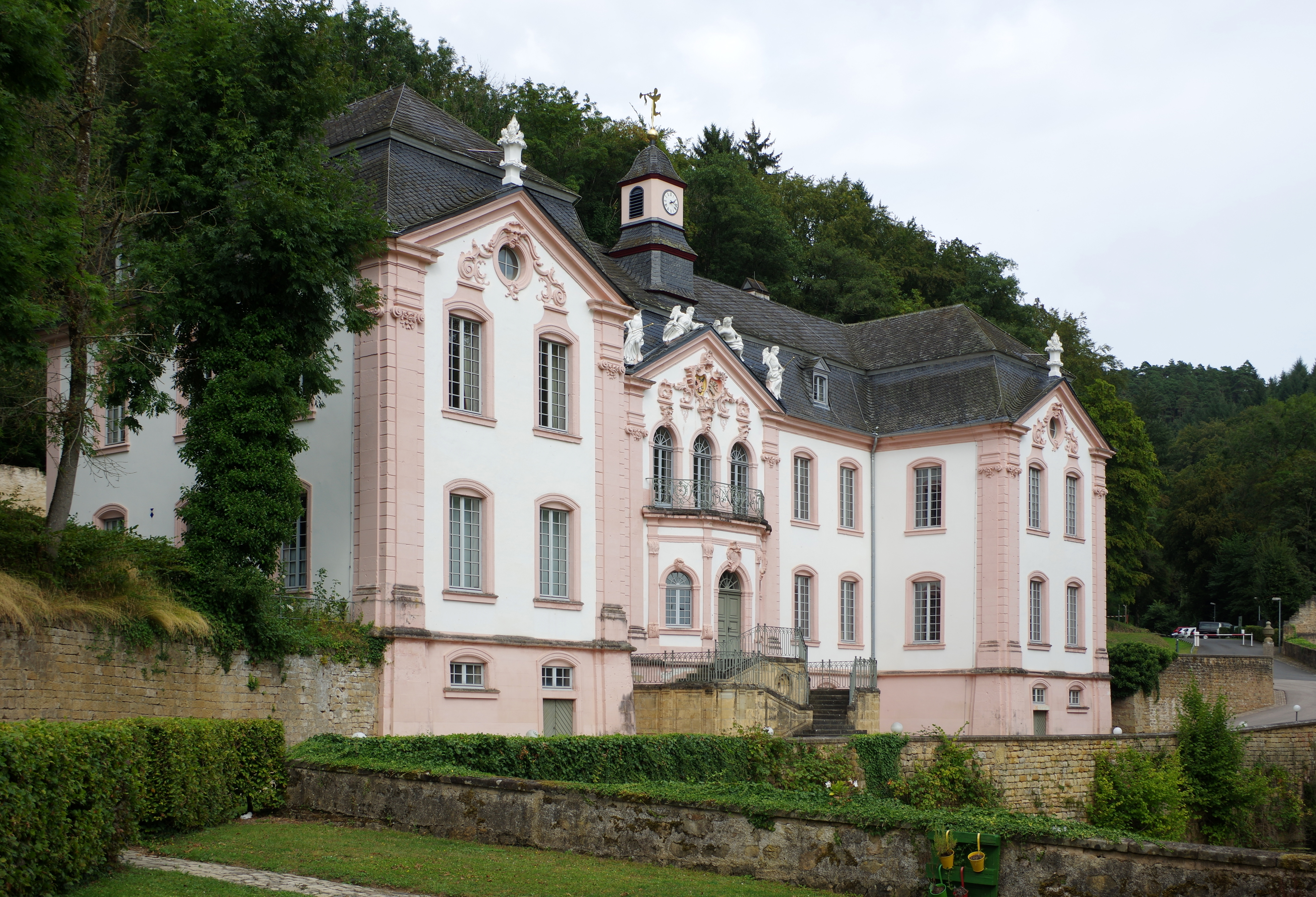
Schloss Weilerbach

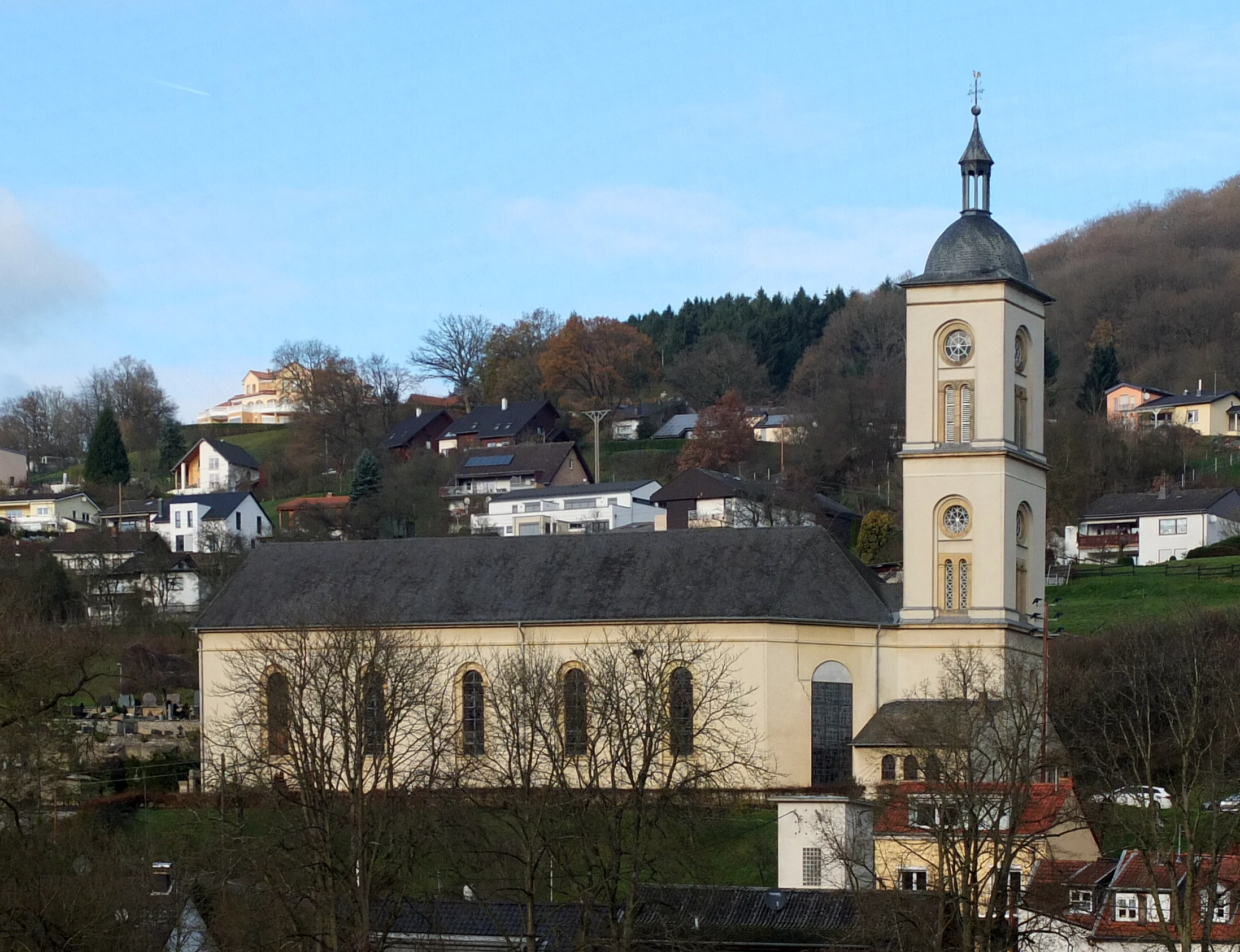
Bollendorf, die katholische Pfarrkirche Sankt Michael

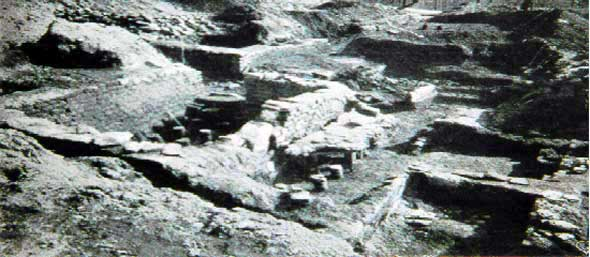
Villa rustica, Bollendorf 1908

### Bauwerke
- Burg Bollendorf, ehemalige mittelalterliche Burganlage
- Pfarrkirche St. Michael von 1838
- Schloss Weilerbach, eine Rokoko-Schlossanlage von 1780
- Villa rustica, eine 1907 freigelegte römische Villa. Sie wurde vom 2. bis 4. Jahrhundert bewohnt
- Marienkapelle, um 1900
- Ehemalige Synagoge, zerstört 1938

Siehe auch: Liste der Kulturdenkmäler in Bollendorf

### Grünflächen und Naherholung
- In der Nähe befindet sich das Nusbaumer Fraubillenkreuz
- Nordwestlich des Ortes im Wald steht ein Druidenstein[14]
- Östlich des Ortes im Wald sind gallorömische Felsgräber mit Decksteinen zu finden[15]
- Diana-Denkmal – Sockel und Unterteil eines römischen Reliefs aus dem 2. Jahrhundert. Es steht südöstlich des Ortes am Waldrand.

Siehe auch: Liste der Naturdenkmale in Bollendorf

### Regelmäßige Veranstaltungen
- Jährliches Kirmes- bzw. Kirchweihfest
- Traditionelles Ratschen oder Klappern am Karfreitag und Karsamstag
- Hüttenbrennen am ersten Wochenende nach Aschermittwoch (sogenannter Scheef-Sonntag) an der Mariensäule[16][17]

## Verkehr
Bollendorf liegt an der hier entlang der Sauer verlaufenden Landesstraße 1 (L 1), von der im Ort die L 3 abzweigt.

## Persönlichkeiten

### In Bollendorf geboren
- Paul Servais (1848–1908), Industrieller aus Weilerbach
- Henri Tudor (1859–1928), Erfinder des ersten brauchbaren Bleiakkumulators
- Marguerite Mongenast-Servais (1882–1925), Frauenrechtlerin, Sozialaktivistin und Publizistin
- August Hauer (1886–1947), Schriftsteller
- Nicole Richard (1957–2014), Gerontologin

### Mit Bollendorf verbunden
- Nicolas Vincent Légier (1754–1827), französischer Rechtsanwalt, Départementkommissar und Betreiber des Eisenhüttenwerks in Weilerbach
- Grit Hegesa (1891–1972), Tänzerin und Stummfilmschauspielerin, lebte zeitweise in Bollendorf
- Hans Bongers (1898–1981), 1. Vorstand der wiedergegründeten Lufthansa AG, lebte zuletzt in Bollendorf
- Emil van Hauth (1899–1974), Maler und Graphiker, lebte zeitweise in Bollendorf